# Girija Prasad Koirala
Pour les articles homonymes, voir Famille Koirala, Koirala et Prasad (homonymie).
Girija Prasad Koirala (népalais गिरिजा प्रसाद कोइराला), né en 1925 à Tadi (district de Saharsha, dans l'État du Bihar, en Inde) et mort le 20 mars 2010 à Katmandou, est un homme d'État népalais, membre du Congrès népalais (parti dont il est président). Plusieurs fois Premier ministre, il exerce son dernier mandat du 28 avril 2006 au 18 août 2008. Il a également été chef du Pouvoir exécutif entre le 18 mai 2006 et le 23 juillet 2008, période pendant laquelle il a assumé le rôle de chef de l'État à titre provisoire entre la destitution du roi Gyanendra et l'entrée en fonctions de Ram Baran Yadav comme 1er président de la République démocratique fédérale du Népal.

## Famille
Plus jeune des cinq fils de Krishna Prasad Koirala et Divya Koirala, il est le frère de Matrika Prasad Koirala (1912-97), Premier ministre du 16 novembre 1951 au 14 août 1952, puis du 15 juin 1953 au 14 avril 1955, et de Bishweshwar Prasad Koirala (1914-1982), Premier ministre du 27 mai 1959 au 15 décembre 1960.
Il est également le grand-oncle de Manisha Koirala (née en 1970), petite-fille de Bishweshwar, actrice, réalisatrice et productrice de Bollywood, ancienne ambassadrice itinérante du Fonds des Nations unies pour la population.

## Vie politique jusqu'en 1991
Après le coup d'État du roi Mahendra en 1960, qui écarte du gouvernement son frère Bishweshwar, Girija Prasad Koirala est emprisonné jusqu'en 1967, date à laquelle, comme d'autres dirigeants du Congrès népalais, il est exilé en Inde.
Durant cet exil, il est élu secrétaire général du parti, en 1976, fonction qu'il occupera jusqu'en 1991, date à laquelle il succèdera à Krishna Prasad Bhattarai à la présidence du parti, qu'il n'a pas quittée depuis lors.

## 2006-2010
Le 24 avril 2006, à la suite de la grève générale réclamant le retour de la démocratie, le roi Gyanendra restaure les deux chambres du Parlement dissoutes en 2002. Sept partis politiques (Seven Party Alliance, SPA) s'étant accordés sur le nom de Girija Prasad Koirala comme candidat à la direction du gouvernement, le roi le nomme Premier ministre le 28 avril.
Le 18 mai 2006, il devient également chef du pouvoir exécutif, à la suite de la perte des pouvoirs du roi Gyanendra Bir Bikram Shah Dev.
Le 7 novembre 2006, le Premier ministre et les autres dirigeants de la SPA concluent un accord de principe avec le Parti communiste du Népal (maoïste) et sa branche militaire l'Armée népalaise du peuple, pour tenter de mettre fin à une guerre civile qui dure depuis dix ans et a causé la mort d'environ 13 000 personnes.
Le 21 novembre 2006, le Premier ministre signe l'accord de paix définitif à Katmandou avec Prachanda (de son vrai nom Pushpa Kamal Dahal), leader du PCN (M), accord prévoyant l'intégration progressive des maoïstes dans la vie politique civile et l'élection d'une assemblée constituante dans le courant de l'année 2007.
Le 28 novembre 2006, le Premier ministre et Prachanda signent un nouvel accord, supervisé par les Nations unies, sur la surveillance des armes détenues par la guérilla et le cantonnement de ses soldats.

## Fonctions
- à partir du 18 mai 2006, il est le chef du pouvoir exécutif à titre provisoire, après la promulgation de la Constitution intérimaire du Népal – en anglais : Interim Constitution of Nepal 2063 (2007) –, le roi Gyanendra n'ayant plus qu'un rôle cérémonial depuis cette date ;
- à partir du 1er avril 2007 : Premier ministre, ministre de la Défense, ministre de la Santé et de la Population dans le second gouvernement intérimaire, incluant, jusqu'en septembre 2007 puis de nouveau à partir de décembre 2007, des ministres membres du PCN(M).
- à partir du 28 mai 2008, date de la première réunion de l'Assemblée constituante au cours de laquelle a été votée l'abolition de la monarchie et la transformation du pays en une « république démocratique fédérale », Girija Prasad Koirala exerçait à titre provisoire les fonctions de Premier ministre et de chef du pouvoir exécutif, en attendant l'élection, par l'Assemblée, d'un Premier ministre disposant de l'essentiel du pouvoir exécutif, et d'un président de la République essentiellement honorifique, mais doté de quelques fonctions exécutives[2]. Après de laborieuses tractations, un accord sur ce point fut finalement trouvé le 25 juin 2008 entre les différents partis. Girija Prasad Koirala annonça finalement sa démission le lendemain[3].